# Новая Ильинка
Новая Ильинка — деревня в Ачинском районе Красноярского края России. Входит в состав Ястребовского сельсовета. Находится примерно в 22 км к юго-востоку от районного центра, города Ачинск, на высоте 302 метров над уровнем моря.

## Население
| 1989 | 2002 | 2010 |
| ---- | ---- | ---- |
| 70   | ↘46  | ↗54  |

Гендерный состав
По данным Всероссийской переписи населения 2010 года 28 мужчин и 26 женщин из 54 чел.

## Улицы
Уличная сеть деревни состоит из одной улицы (ул. Центральная).